# Thysanoptera
I Tisanotteri (Thysanoptera Haliday, 1836, dal greco thysanos =fiocco e pteròn=ala) sono un ordine di insetti pterigoti (Exopterygota Neoptera Paraneoptera). Rappresentano l'unico ordine della sezione Thysanopteroidea e diffusi in tutta la terra con oltre 5000 specie in gran parte fitofaghe, in piccola parte zoofaghe ed onnivore.

## Morfologia
La lunghezza degli esemplari varia dai 0,7 mm ai 12 mm, sono insetti sottili, di colore nero o giallo sbiadito.

Il capo è provvisto di occhi, grandi e compositi, e nelle forme alate anche di ocelli, muniti di corte antenne, e con apparato boccale succhiatore perforante asimmetrico e di particolare costruzione.

L'apparato boccale ha forma di conoide ed è succhiante; la sua conformazione è paragonalbile a quella dei Rincoti Omotteri. Il labrum diviene la parte avvogente dorsale di un conoide, in cui sono contenute 2 lacinie mascellari e la mandibola sinistra stiliformi. La mandibola sinistra è usata per scalfire, quella destra è scomparsa. I due stipiti dànno le parti laterali del conoide, le lacinie mascellari stiliformi presentano una sezione a C ed accostate formano il canale di suzione. Il labium forma la parte ventrale del conoide. L'ipofaringe porta due docce; la dorsale, che si completa con il palato per prolungare il canale di suzione; la ventrale (salivare) si completa con il labium.
Le ali, talora ridotte o mancanti, sono quasi simili tra loro, allungate, orlate di setole molto lunghe con venature ridotte o assenti.

L'addome, sessile, è formato di 11 segmenti, e talvolta è parzialmente ripiegabile in alto.Paio d'ali modificate a fiocco.

## Biologia
Sono buoni volatori.

Sono ovipari, anfigonici (riproduzione sessuale tramite la partecipazione di due gameti), ma non rara è la partenogenesi. Sono insetti tipicamente neometaboli; il loro sviluppo postembrionale comprende le seguenti fasi: neanidi I e II, preninfa (prepupa), ninfa (subpupa). La maggior parte sono fitofagi e vivono sui fiori, sulle foglie, sui fusti, sui frutti, talora in gran numero, succhiandone gli umori e causando declorofillizzazioni, arresti di sviluppo e deformazioni delle foglie, dei germogli, dei semi, aborto dei fiori, ecc. Altri sono micetofagi, altri ancora zoofagi, altri onnivori; taluni di questi ultimi possono pungere anche l'uomo.
Possono trasmettere virus e facilitano la penetrazione di batteri, di funghi, di rickettsie e di parassiti, e sono dannosi per molte piante coltivate.

## Tassonomia
Sottordine Terebrantia

   Merothripidae

   Uzelothripidae

   Aeolothripidae

   Adeheterothripidae

   Heterothripidae

   Thripidae

   Fauriellidae

Sottordine Tubulifera

   Phlaeothripidae